# Blizard Building
Il Blizard Building è un edificio situato a Whitechapel nel quartiere londinese di Tower Hamlets. È stato progettato da Will Alsop e completato da AMEC nel marzo 2005 al costo di 45 milioni di sterline.
Ospita il Blizard Institute of Cell and Molecular Science, parte di Barts e The London School of Medicine and Dentistry. Prende il nome da William Blizard, uno dei primi chirurghi della storia e fondatore del London Hospital Medical College nel 1785. L'edificio ha vinto il premio Civic Trust 2006 e il premio regionale RIBA nel 2006.